# محمد دادفر
محمد دادفر (زاده ۲۳ بهمن ۱۳۴۲) معلم، روزنامه‌نگار، نویسنده و نمایندهٔ بوشهر در دوره ششم مجلس شورای اسلامی و مخبر کمیسیون اصل نود مجلس در آن دوره بود. وی هنگامی که دبیر ادبیات فارسی دبیرستان‌های بوشهر بود اولین نشریه دارای مجوز استان بوشهر پس از انقلاب به نام آئینه جنوب را در ۱۳۷۳ منتشر کرد. وی همچنین در دیماه ۱۳۹۴ برای انتخابات دهمین دوره مجلس شورای اسلامی بعنوان کاندیدای حوزه انتخابیه بوشهر، گناوه و دیلم نام‌نویسی کرد اما صلاحیت وی تأیید نشد. وی در دوره نمایندگی مجلس ششم بابت مقالات و مصاحبه‌هایی که در دفاع از متهمان سیاسی- مطبوعاتی داشت به دادگاه احضار شد.
از وی جدای از مقالاتی که نشریه آیینه جنوب و دیگر جراید منتشر شده، کتاب حماسه رئیس علی دلواری و ایران‌گرایی در شعر مشروطه منتشر شده‌است.